# Benediktinerinnenkloster Mas-Grenier
Das Benediktinerinnenkloster Mas-Grenier war von 1836 bis 2013 ein Priorat der Benediktinerinnen vom Heiligsten Sakrament zuerst in Toulouse, ab 1904 in Portbou und ab 1921 in Mas-Grenier, Kanton Verdun-sur-Garonne, im Département Tarn-et-Garonne (Bistum Montauban) in Frankreich.

## Geschichte

### Toulouse und Portbou
Eine Nonne des 1792 geschlossenen Feuillantinnen-Klosters Sainte-Scholastique begründete 1817 in Toulouse an der Stelle des heutigen Gymnasiums Lycée Saint Sernin ein privat gestiftetes unterrichtendes Frauenkloster. 1836 schloss sich der Konvent an die von Mechtilde de Bar gegründeten Benediktinerinnen vom Heiligsten Sakrament an. Unter dem Druck der klosterfeindlichen Dritten Republik gingen die Schwestern 1904 ins Exil nach Portbou an die spanisch-französische Grenze.

### Mas-Grenier und Montolieu
Als die Nonnen 1921 zurückkehren konnten, wählten sie einen neuen Standort 20 km südwestlich Montauban in Mas-Grenier (Chemin de Saint-Aignan), wo noch Reste des ehemaligen Benediktinerklosters Saint-Pierre standen. Dort nahmen sie 1963 die verbliebenen Nonnen des geschlossenen korsischen Klosters Erbalunga in Brando auf. 2013 wurde Mas-Grenier wegen Nachwuchsproblemen aufgegeben. Der verbleibende Konvent ging in ein Altersheim der Vinzentinerinnen in Montolieu (nordwestlich Carcassonne). 